# 資産公開制度
資産公開制度（しさんこうかいせいど）は、公人の資産を公開し、政治倫理を確立させることにより、民主主義の健全な発展を目的とする制度である。

## 概要
1983年、堺市において政治倫理を確立するため、市長と市議会議員の資産等を公開することを規定した政治倫理条例が制定された。
その後、1984年1月24日、第2次中曽根内閣時に申し合わせによって内閣総理大臣や国務大臣の資産が初めて公開された。リクルート事件時に未公開株の名義人が妻や子供であった経緯もあり、1989年6月の宇野内閣発足時に資産公開制度について閣僚だけでなく政務次官や閣僚・政務次官の配偶者と扶養する子供の資産に拡大された。
1992年には国会議員資産公開法が制定され国会議員の資産と前年度分の所得も公開されることになった。
この流れに基づき、全国の地方自治体でも政治倫理条例が相次いで制定され、また国会議員資産公開法第7条の条例委任規定により、地方自治体においても公職（都道府県知事、市区町村長、都道府県議員、政令指定都市議会議員）の資産や所得の公開が義務付けられるようになった。

## その他
- 不動産を所有していないと報告した国会議員や政務三役の中には、自身や親族が役員を務めているなど関係が深いファミリー企業が不動産を所有しているケースなどがあり、資産保有の実態を表していないとの指摘もなされている[1]。